# Maripa balachowskyi
Maripa balachowskyi is een rechtvleugelig insect uit de familie Eumastacidae. De wetenschappelijke naam van deze soort is voor het eerst geldig gepubliceerd in 1970 door Descamps & Amédégnato.